# Quadriglia
La quadriglia è una danza tradizionale diffusa in più parti del mondo. In Italia è tipica del centro-sud, anche se non mancano esempi nei repertori emiliani, romagnoli e altoatesini.

## Descrizione della danza
I danzatori si mettono generalmente in 2 file disposte l'una di fronte a l'altra o, altrimenti disposti in quadrato (da cui sembrerebbe derivare il nome del ballo, vedi il francese quadriller), in gruppi da due a cinque danzatori.
La quadriglia si suddivide in 5 fasi dette figurazioni (originariamente erano 9 alternate da una sempre uguale, poi fu deciso di semplificare il ballo in 5 figurazioni) che il coreografo decide il modo di disporre (non è il compositore che decide la sequela delle fasi, ma il coreografo, facendo divenire così, ogni ballo un fatto a sé stante ed originale).
Anche la musica che accompagna viene chiamata quadriglia, la quale è generalmente in tempo pari ({\displaystyle {\begin{matrix}2\\4\end{matrix}}}, {\displaystyle {\begin{matrix}2\\2\end{matrix}}}, {\displaystyle {\begin{matrix}4\\4\end{matrix}}} o {\displaystyle {\begin{matrix}6\\4\end{matrix}}}) e prevalentemente suonata con strumenti folcloristici, generalmente fisarmonica o organetto diatonico.

### Tradizione popolare italiana
Viene danzata da un corteo di coppie, con figure, anche complesse, che vengono proposte dalla coppia che conduce e seguite da tutte quelle che seguono. Se il numero di coppie è elevato la danza può diventare molto lunga per permettere a tutte le coppie di eseguire le figure.

## Storia
La quadriglia deriva da danze contadine francesi (in inglese country dance, da cui contraddanza) che ebbero poi il nome francese originario quadrille, da cui deriva il nome odierno italiano, originatesi a partire dal XVII secolo e poi sviluppatesi nel XIX secolo in Inghilterra e negli Stati Uniti.
La quadriglia divenne così uno dei balli folcloristici più apprezzati nel XIX secolo negli USA.
In seguito vennero unite alla quadriglia influenze di contraddanze inglesi, scozzesi e francesi fino ad ottenere lo stile attuale facendola, tuttavia, rimanere un ballo sempre in stile di contraddanza.
Nell'Ottocento vennero realizzati i primi studi-metodo su manuali che spiegavano come riportare su carta le quadriglie. Va detto che in questi studi non venivano spiegate le tecniche di composizione, ma piuttosto come scrivere le varie figure (generalmente 5) che il coreografo o direttore di figura avrebbe poi deciso come disporre in un ordine a suo piacimento e gusto.

### In Corsica
U Quadrigliu Corsu è un ballo sempre praticato in Corsica.

## Quadriglie famose
- The Lancers, 1920, Londra.
- Quadrille, Paolo Conte.